# Circuito Turístico Mata Atlântica de Minas Gerais
Circuito Turístico Mata Atlântica de Minas Gerais é um circuito turístico que envolve os municípios brasileiros de Açucena, Belo Oriente, Coronel Fabriciano, Dionísio, Ipatinga, Marliéria, Santana do Paraíso, São Domingos do Prata e Timóteo, no interior do estado de Minas Gerais.
O circuito foi criado em 17 de julho de 2001, com o objetivo de fortalecer o turismo de eventos e o ecoturismo nas cidades o qual integra, que a princípio possuem, além de um considerável valor histórico, grandes reservas nativas de Mata Atlântica. Já chegou a englobar 32 municípios, no entanto restaram apenas oito após ser reestruturado (com mudanças posteriores), em 19 de dezembro de 2009, passando a ter participação mais efetiva do setor privado ao conquistar o Certificado de Reconhecimento da Secretaria de Estado de Turismo. Dentre os atrativos que estão situados em sua área de abrangência, destacam-se a Serra dos Cocais e o Parque Estadual do Rio Doce.